# Marco Reus
Marco Reus (* 31. Mai 1989 in Dortmund) ist ein deutscher Fußballspieler. Der Offensivspieler steht in der Major League Soccer bei LA Galaxy unter Vertrag. Zuvor war er von 2012 bis 2024 bei Borussia Dortmund aktiv und dort von 2018 bis 2023 Mannschaftskapitän. Mit dem BVB wurde Reus zweimal DFB-Pokalsieger. Davor wiederum spielte er bei Borussia Mönchengladbach. Von 2011 bis 2021 war Reus A-Nationalspieler. Er wurde 2012 und 2019 zu Deutschlands Fußballer des Jahres gewählt.

## Kindheit und Ausbildung
Reus wuchs im Dortmunder Stadtteil Körne und später in Wickede mit zwei älteren Schwestern auf. Sein Vater war Betriebsschlosser, seine Mutter († 12. Oktober 2024) Bürokauffrau. Er begann im Alter von vier Jahren mit dem Fußballspielen und besuchte die Realschule in Asseln, danach die Hauptschule in Wickede. Eine spätere Ausbildung zum Einzelhandelskaufmann brach Reus zu Gunsten seiner Karriere als Profifußballer ab. Zu seinen fußballerischen Vorbildern zählt Reus den Tschechen Tomáš Rosický, der vor ihm lange für Borussia Dortmund aktiv war.

## Vereinskarriere

### Anfänge in Dortmund und Ahlen (bis 2009)
Reus wechselte von der F-Jugend beim Dortmunder Postsportverein im Alter von sechs Jahren in die Jugendabteilung von Borussia Dortmund. Dort durchlief er zehn Jahre lang die Jugendmannschaften des BVB, wurde dann jedoch vom Trainer der U17, Peter Wazinski, aussortiert, da dieser ihn für körperlich nicht robust genug hielt. Zur Saison 2005/06 wechselte er dann wie auch zuvor Kevin Großkreutz zum damaligen LR Ahlen (ab Juli 2006 Rot Weiss Ahlen). Reus gab an, er habe in Dortmund eine gute Vorbereitung gespielt, dann jedoch gleich am ersten Spieltag zunächst nur auf der Bank gesessen und sei anstatt in der Offensive als Verteidiger eingewechselt worden. Bei einem Spiel gegen Ahlen organisierte dann sein Vater mit dortigen Vereinsverantwortlichen ein Probetraining.
In Ahlen spielte er zunächst in der B- und A-Jugend. Im ersten Jahr traf der offensive Mittelfeldspieler im Schnitt in fast jedem zweiten Spiel (zehn Tore in 21 Partien) und wurde fünfmal in der U23 der Westfalen in der Oberliga eingesetzt. Dabei erzielte er in seinen ersten beiden Partien jeweils ein Tor. Im Jahr darauf steigerte er seine Torquote auf zwölf Treffer in 19 A-Jugend-Partien. Gleichzeitig wurde Reus in den Kader der ersten Mannschaft, die in der Regionalliga Nord spielte, aufgenommen und bekam am zwölften Spieltag seinen ersten Einsatz. Danach wurde er 14-mal in der letzten halben Stunde eingewechselt, zweimal spielte er von Beginn an. Er erzielte am letzten Spieltag ein Tor, als mit Ahlen der Aufstieg in die 2. Bundesliga perfekt gemacht wurde.
In der Saison 2008/09 gelang Reus mit 19 Jahren der Durchbruch im Profifußball. Am ersten Spieltag wurde er zur Halbzeit eingewechselt. Am vierten stand er in der Startaufstellung und erzielte sein erstes Profitor. Danach konnte er sich einen Stammplatz erkämpfen und kam auf 27 Einsätze mit vier Treffern. Ahlen beendete die Saison auf dem zehnten Tabellenplatz.

### Borussia Mönchengladbach (2009–2012)

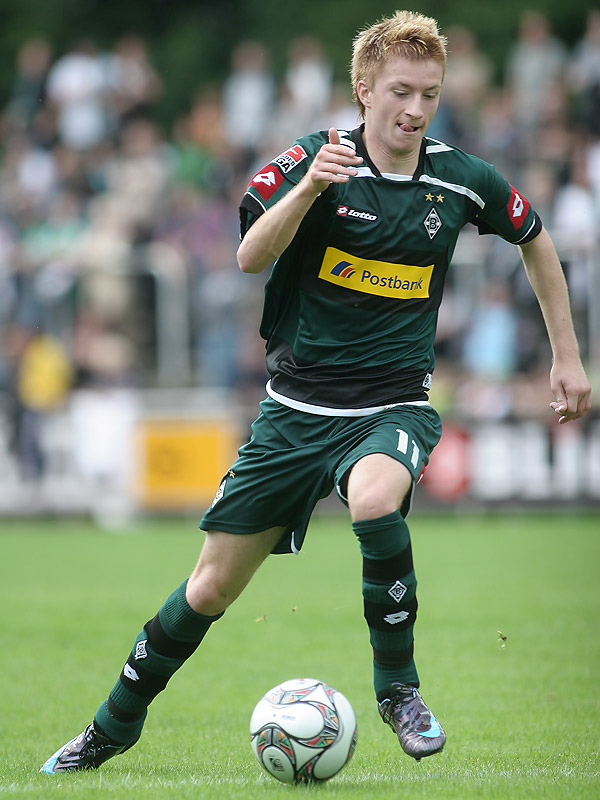
Marco Reus im Testspiel gegen den SV Bergisch Gladbach 09 (2009)

Zur Saison 2009/10 wechselte Reus zum Bundesligisten Borussia Mönchengladbach, bei dem er einen Vertrag bis zum 30. Juni 2013 unterzeichnete. Auch in der höchsten deutschen Spielklasse stand er vom ersten Spieltag an auf dem Platz, zunächst als Einwechselspieler und nach wenigen Monaten in der ersten Elf. Am 28. August 2009 erzielte Reus im Spiel gegen den 1. FSV Mainz 05 nach einem Sololauf über 54 Meter sein erstes Bundesligator. Nur einen Spieltag verpasste Reus in dieser Saison, in der er acht Tore erzielte. Häufig wurde er in dieser Zeit mit dem damaligen Nationalspieler Marko Marin verglichen, der zur Saison 2009/10 zu Werder Bremen wechselte und sowohl äußerlich als auch sportlich viele Parallelen mit Reus aufwies. Im Jahr darauf war er mit zehn Toren bester Torschütze der Borussia und bereitete zudem neun weitere Treffer vor. Am 2. November 2010 verlängerte er vorzeitig seinen Vertrag in Mönchengladbach bis zum 30. Juni 2015. Die Mannschaft stand in der Mehrzahl der Spieltage auf dem letzten Tabellenplatz. Erst am vorletzten Spieltag konnte sie unter Trainer Lucien Favre auf den 16. Platz vorstoßen und damit die Relegationsspiele erreichen. Nach dem 1:0-Hinspielsieg gegen den Zweitligadritten VfL Bochum sicherte Reus im Rückspiel mit dem Treffer zum 1:1-Ausgleich den Klassenerhalt.
Die Saison 2011/12 verlief für die Borussia erfolgreicher. Zwischenzeitlich übernahm Mönchengladbach die Tabellenspitze und konnte sich lange in den Champions-League-Rängen halten. Am Ende erreichte Gladbach den vierten Tabellenplatz und damit die Champions-League-Qualifikation. Reus war dabei ein elementarer Bestandteil des Systems von Lucien Favre; er verpasste nur zwei Bundesliga-Spiele aufgrund eines Zehenbruchs und erzielte 18 Tore und elf Vorlagen in 32 Spielen. Dabei wurde Reus als Gesicht des Gladbacher Aufschwungs stilisiert. Für seine Leistungen in der Bundesliga sowie in der Nationalmannschaft wurde er zunächst zum VDV-Spieler der Saison und später zu Deutschlands Fußballer des Jahres gewählt.
Bereits zur Winterpause wurde über einen Vereinswechsel spekuliert. Am 4. Januar 2012 kündigte Borussia Mönchengladbach an, dass Reus den Verein zum Saisonende verlassen werde. Reus nutzte eine Ausstiegsklausel, die es ihm erlaubte, für eine Ablösesumme von 17 Millionen Euro vorzeitig aus seinem Vertrag auszusteigen, was ihn zum Rekordtransfer des VfL machte. Am selben Tag gab Borussia Dortmund die Verpflichtung von Reus ab der Saison 2012/13 bekannt. Er unterschrieb einen Fünfjahresvertrag bis zum 30. Juni 2017.

### Borussia Dortmund (2012–2024)
Nach dem Wechsel zurück in seine Heimatstadt bekleidete Reus verschiedene Offensivpositionen, wurde von Cheftrainer Jürgen Klopp aber hauptsächlich auf dem linken offensiven Flügel eingesetzt, wo er auf Ivan Perišić folgte, der den Verein verlassen hatte. Er etablierte sich rasch als Stammspieler und bildete ein spielstarkes Offensivduo mit Mario Götze. In der Bundesliga trug Reus mit 14 Toren und elf Vorlagen in 32 Spielen zur Vizemeisterschaft der Dortmunder bei. Am 3. Oktober 2012 erzielte er sein erstes Tor in der Champions League zur Führung im Gruppenspiel bei Manchester City (1:1). Nach Erfolgen über den FC Málaga und Real Madrid erreichte Reus mit Dortmund schließlich das Endspiel, das der BVB mit 1:2 gegen den FC Bayern München verlor.
Auch die Saison 2013/14 lief für Reus, der nun als Pendant zu Pierre-Emerick Aubameyang auf Rechts so gut wie nur noch als Linksaußen agierte, erfolgreich. Bereits zu Beginn der Saison gewann der BVB den DFL-Supercup gegen den FC Bayern, was den ersten Titelgewinn seiner Profikarriere bedeutete. In der Ligasaison, die die Borussia erneut als Vizemeister beendete, gelangen ihm 16 Tore und 14 Vorlagen in 30 Spielen, was ihn zum Topscorer der Liga machte. In der Champions League gelangen ihm je fünf Tore und Vorlagen, ehe die Dortmunder im Viertelfinale gegen den späteren Gewinner Real Madrid ausschieden. Zudem erreichte der Verein das DFB-Pokalfinale, welches jedoch gegen den FC Bayern München verloren ging. Später wurde Reus zum zweiten Mal in seiner Karriere zum VDV-Spieler der Saison gewählt. Im Vereinsumfeld hatte er aber trotz dieser Leistungen einen schweren Stand, da der Kauf eines teuren Wagens sowie das mehrfache Fahren ohne Fahrerlaubnis (siehe Sonstiges) massive Kritik von Vertretern der „Malocherehre“ nach sich zog. Paradoxerweise führten auch Reus' Leistungen zu Vergleichen mit Shinji Kagawa oder Mario Götze, welche ebenfalls bei den Fans beliebt gewesen, aber zu erfolgreicheren Vereinen gewechselt waren.

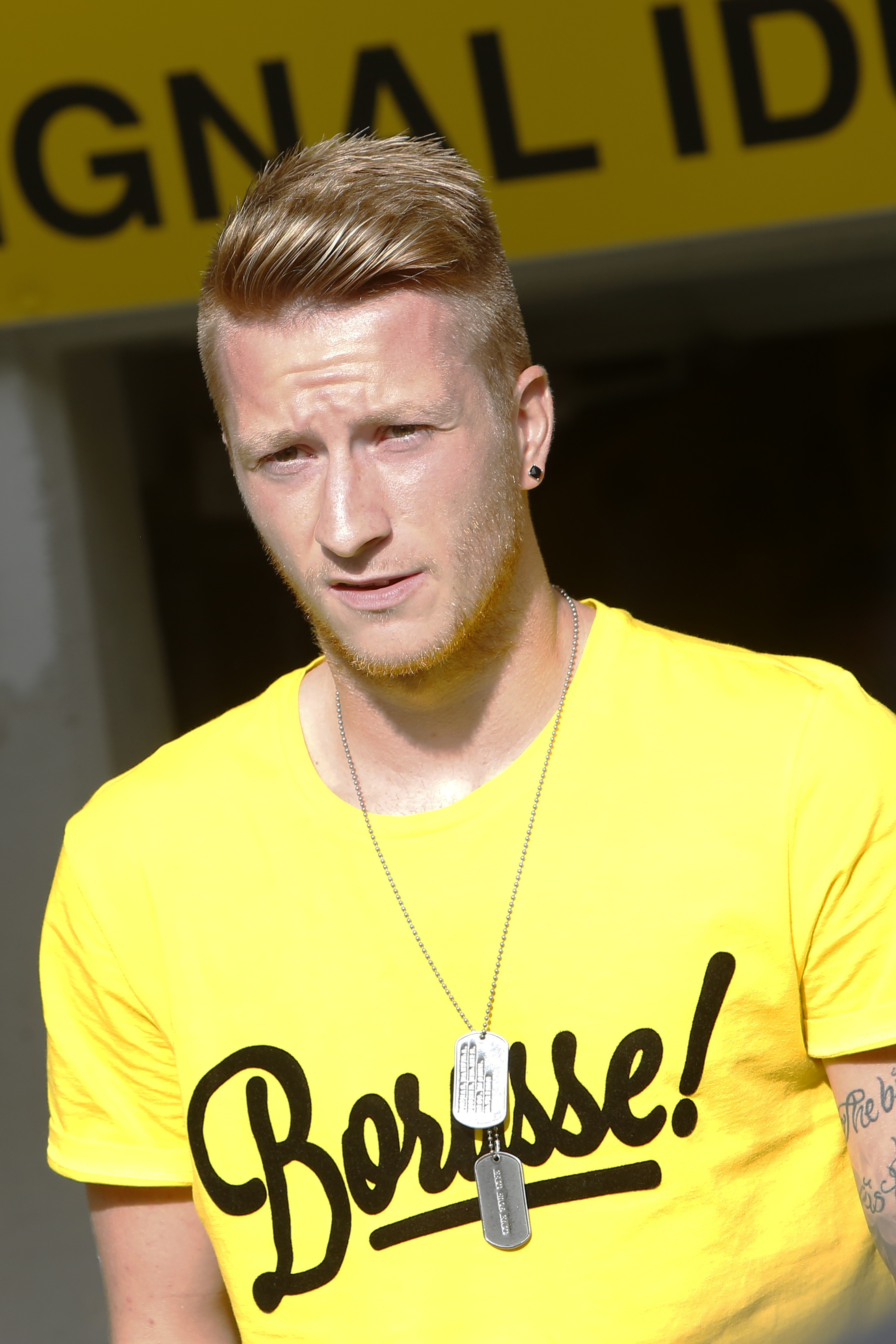
Aufnahme aus dem Jahr 2014

Das Jahr 2014 war für Reus von diversen Verletzungen geprägt. Nachdem er bereits seit dem Juni wegen eines Außenbandrisses im rechten Sprunggelenk für die Weltmeisterschaft 2014 ausgefallen war und den Sieg im DFL-Supercup gegen den FC Bayern verpasst hatte, war die Hinrunde der Saison 2014/15 für ihn beendet, nachdem am 12. Spieltag beim 2:2 im Auswärtsspiel der Dortmunder beim SC Paderborn 07 durch ein Foul von Marvin Bakalorz die gleiche Verletzung wieder aufgebrochen war. Auch für den Verein lief es in der Saison nicht gut, die Hinrunde beendete man auf einem Abstiegsplatz, und zwischenzeitlich fiel man sogar auf den letzten Tabellenplatz. In dieser schwierigen Situation und nachdem in den Medien über einen Vereinswechsel spekuliert worden war, verlängerte der offensive Mittelfeldspieler am 10. Februar 2015 seinen Vertrag beim BVB bis zum 30. Juni 2019 und sendete so ein deutliches Signal. Drei Tage später erzielte er beim 4:2-Heimsieg in der Liga gegen den 1. FSV Mainz 05 seinen 50. Pflichtspieltreffer für die Dortmunder. Danach fing sich der BVB wieder und stand am Ende der Saison nach 31 Punkten in der Rückrunde auf dem siebten Platz, was die Europa-League-Qualifikation bedeutete. Reus trug mit sieben Toren und fünf Vorlagen in 20 Spielen dazu bei, fiel aber auch in der Rückrunde immer wieder wegen kleinerer Verletzungen aus. Der BVB erreichte erneut das DFB-Pokalfinale, verlor dieses jedoch gegen den VfL Wolfsburg.
Die Saison 2015/16 verlief für Reus unter dem neuen Trainer Thomas Tuchel erfolgreicher. Der BVB schloss die Spielzeit als bis dahin bester Vizemeister der Bundesliga-Geschichte ab. Reus konnte sich dabei nach anfänglichen Schwierigkeiten als Stammspieler etablieren, fiel jedoch immer wieder wegen Verletzungen aus. Tuchel hielt dennoch an Reus fest und half ihm, an vorige Leistungen anzuknüpfen. In der Liga kam er in 26 Spielen auf zwölf Tore, und in allen Wettbewerben erzielte er 23 Tore in 43 Spielen. Am 21. Mai 2016 stand Reus mit dem BVB zum dritten Mal nacheinander im DFB-Pokalfinale. Nach den Niederlagen 2014 gegen den FC Bayern München und 2015 gegen den VfL Wolfsburg mussten er und seine Mitspieler erneut eine Niederlage gegen die Münchner hinnehmen (3:4 n. E.). In der Verlängerung des Spiels zog sich Reus eine Verletzung an den Adduktoren zu, die seine Teilnahme an der Europameisterschaft 2016 verhinderte.
Aufgrund dieser Verletzung absolvierte Reus in der Saison 2016/17 seinen ersten Einsatz erst am 22. November 2016. Beim 8:4-Heimsieg gegen Legia Warschau in der Gruppenphase der Champions League, der bis dahin torreichsten Begegnung in der Geschichte dieses Wettbewerbs, steuerte er zwei Treffer bei. Am 16. Dezember 2016 erhielt Reus beim 2:2-Unentschieden gegen die TSG 1899 Hoffenheim in seinem 209. Bundesligaspiel per gelb-roter Karte seinen ersten Feldverweis. Zwischen März und April 2017 fiel er sechs Wochen wegen eines Muskelbündelrisses aus. In einer abermals guten Saison der Borussen, die auf dem dritten Tabellenplatz beendet wurde, absolvierte Reus 17 Bundesliga-Spiele, in denen er sieben Tore und vier Vorlagen erzielte. Durch den 2:1-Sieg gegen Eintracht Frankfurt im Finale des DFB-Pokals 2016/17 am 27. Mai 2017 errang Reus mit Borussia Dortmund den ersten bedeutenden Titel seiner Karriere, der ihm trotz diverser Finalteilnahmen bisher verwehrt geblieben war. Während dieses Spiels wurde er zur Halbzeit wegen eines später diagnostizierten Teilrisses des Kreuzbands im rechten Knie ausgewechselt.

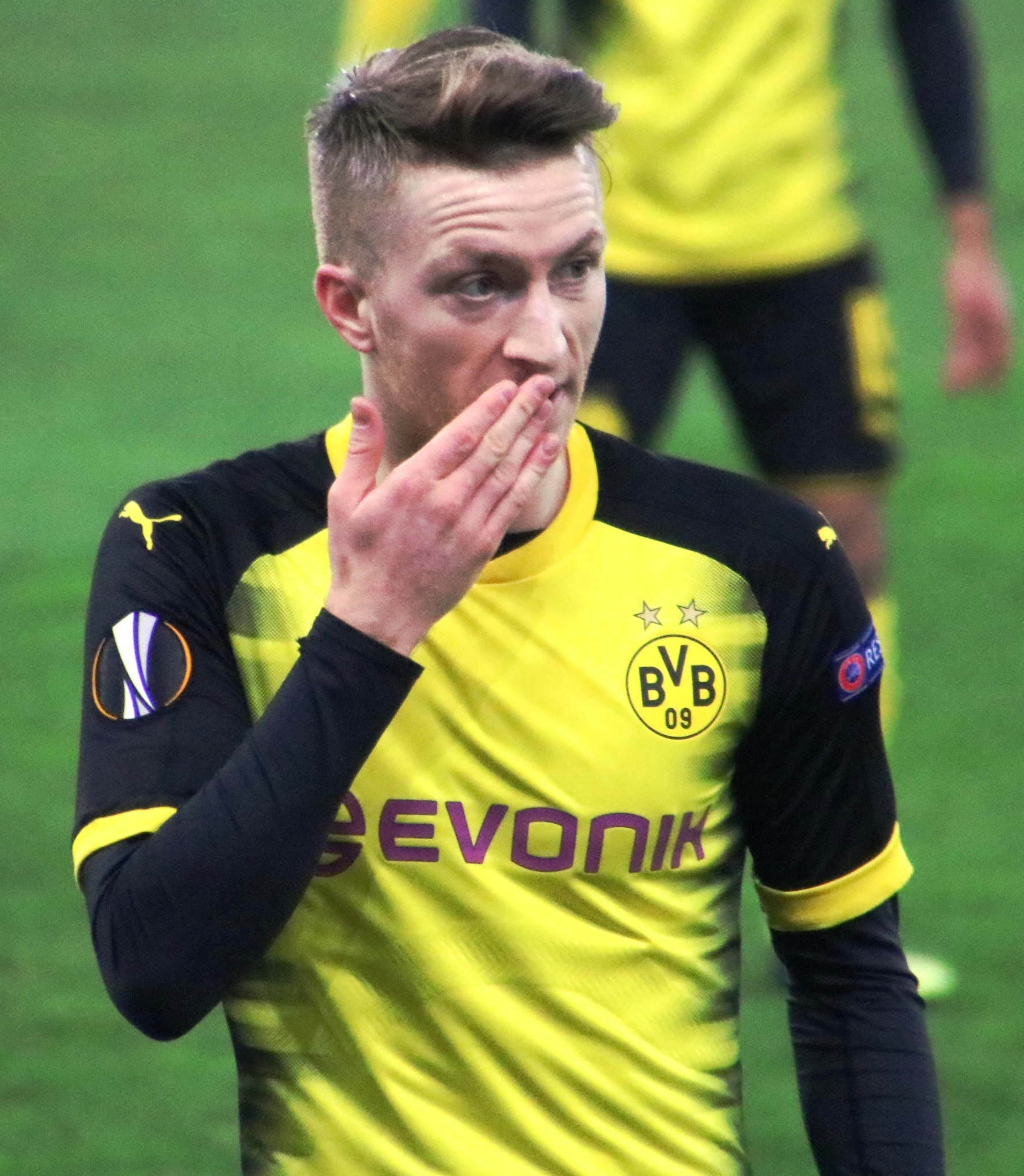
Reus im Jahr 2018

Bedingt durch diese Verletzung verpasste Reus die gesamte Hinrunde der Saison 2017/18 sowie aufgrund des Trainingsrückstandes die ersten Spiele der Rückrunde. Sein Comeback nach über achtmonatiger Verletzungsunterbrechung gab er am 10. Februar 2018, dem 22. Spieltag der Saison 2017/18, beim 2:0-Heimsieg gegen den Hamburger SV. Unter Interimstrainer Peter Stöger, der auf Peter Bosz gefolgt war, zeigte Reus abermals nach einer langen Verletzung gute Leistungen. Reus galt als mitentscheidender Faktor dafür, dass die abermalige Qualifikation für die Champions League nach einer vergleichsweise schwachen Saison gelang. Am 9. März 2018 verlängerte der Offensivspieler seinen Vertrag bis zum 30. Juni 2023. Einerseits begründete der Spieler diese Entscheidung mit seinem Alter von bereits 29 Jahren sowie seiner Identifikation mit Stadt und Verein.
Zur Spielzeit 2018/19 wurde Reus vom neuen Trainer Lucien Favre, mit dem er bereits erfolgreich bei Borussia Mönchengladbach zusammengearbeitet hatte, als Nachfolger von Marcel Schmelzer zum Mannschaftskapitän ernannt. Nachdem er vormals zumeist auf dem linken Flügel zum Einsatz gekommen war, spielte er unter dem Schweizer auf seiner Lieblingsposition als zentraler offensiver Mittelfeldspieler. In dieser Rolle avancierte Reus zum Schlüsselspieler des BVB. Beim 3:0 im Champions-League-Gruppenspiel gegen die AS Monaco erzielte Reus sein 17. Tor für den BVB in diesem Wettbewerb und zog damit mit dem bisherigen alleinigen Rekordhalter Robert Lewandowski gleich. Bei der 2:4-Niederlage im 178. Revierderby gegen den FC Schalke 04 am 31. Spieltag wurde Reus zum ersten Mal in seiner Karriere mit Rot vom Platz gestellt und für zwei Spiele gesperrt. Trotz Reus’ persönlichem Saisonrekord von 28 Scorerpunkten in der Bundesliga (17 Tore, elf Vorlagen) verpasste Dortmund, das als Herbstmeister in die Rückrunde startete, die Meisterschaft, die zum siebten Mal in Folge an den FC Bayern München ging. In der Champions League, wo Reus in sechs Spielen einmal traf, schied man im Achtelfinale gegen Tottenham Hotspur aus. Im DFB-Pokal erzielte er drei Tore in drei Spielen, ehe man im Achtelfinale an Werder Bremen scheiterte. Im Juni 2019 wurde Reus zum dritten Mal nach 2012 und 2014 zum VDV-Spieler der Saison gewählt, im Juli 2019 folgte zum zweiten Mal nach 2012 die Auszeichnung zu Deutschlands Fußballer des Jahres.
Im August 2019 gewann Reus durch einen 2:0-Sieg gegen den FC Bayern München im DFL-Supercup seinen vierten Titel mit dem BVB. Bis Februar 2020 kam der Spielführer auf 26 Pflichtspieleinsätze, in denen er 12 Tore erzielte und sieben weitere vorbereitete. Neben seiner bevorzugten Position im offensiven Mittelfeld agierte er auch zeitweise als Sturmspitze. Anfang Februar fiel Reus aufgrund einer nicht näher bekannten Muskelverletzung aus, mit der Mannschaft war im Pokal im Achtel- und in der Champions League im Viertelfinale das Ende erreicht, Mitte März wurde dann der Spielbetrieb aufgrund der COVID-19-Pandemie für zwei Monate komplett eingestellt. Reus' Ausfall erstreckte sich in der Folge auf mehrere Monate, weshalb er erst wieder im September 2020 eingesetzt werden konnte.

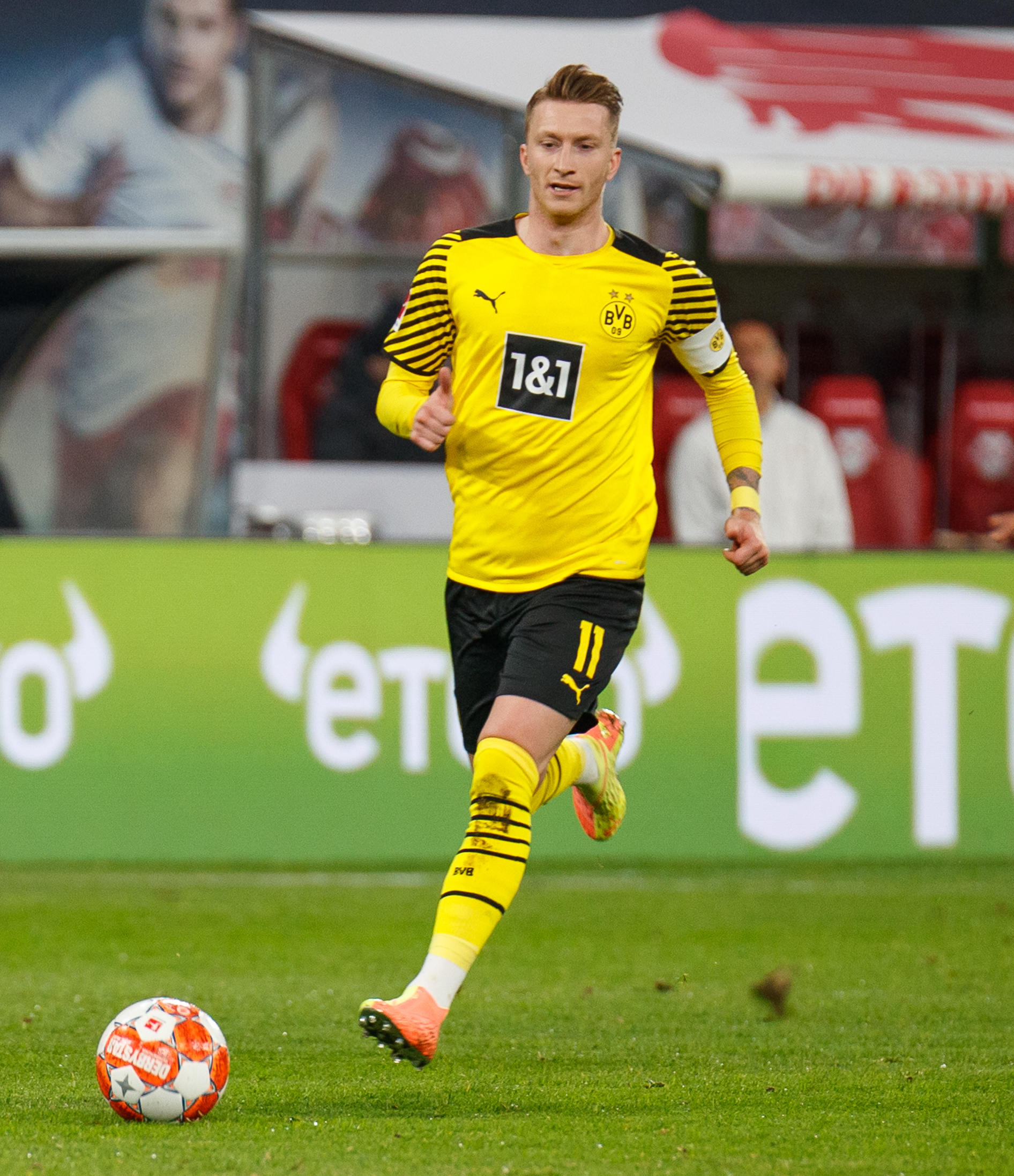
Reus als Kapitän des BVB (2021)

Von 50 Saisonspielen absolvierte der Kapitän 48 und somit noch vor Mats Hummels und Jude Bellingham die meisten aller Dortmunder Spieler. Darüber hinaus schoss er elf Tore, nur Erling Haaland und Jadon Sancho waren noch effektiver als er. In der Hinrunde wurde Reus ebenso wie andere offensiver ausgerichtete Dortmunder Mittelfeldspieler nicht in die Rangliste des deutschen Fußballs des kicker gewählt. Das Magazin bescheinigte ihm neben schwankenden Leistungen, Spiele nicht mehr auf konstant hohem Niveau beeinflussen zu können. Der Note 1,5 beim 3:1 über den Meisterschaftskonkurrenten RB Leipzig, die er sich mit zwei entscheidenden Torvorlagen verdient hatte, standen desolate Zensuren bei den Niederlagen gegen Mainz 05, den VfB Stuttgart und Union Berlin gegenüber. Beim 1:5 gegen den VfB, dem letzten Spiel unter Lucien Favre, erhielt der Spielführer des BVB gar gemeinsam mit sechs weiteren Teamkameraden eine 5,5. Wie auch beispielsweise Sancho steigerte sich Reus mit der Übernahme durch den neuen Trainer Edin Terzić, bis dahin Assistent von Favre, in seinen Leistungen. 21 seiner 25 Scorerpunkte verdiente sich der Dortmunder Kapitän unter Terzić, zwei seiner Vorlagen führten beispielsweise zu wichtigen Toren im Champions-League-Achtelfinale gegen Sevilla, nachdem er noch in der Gruppenphase an keinem Treffer direkt beteiligt gewesen war. Fünf Tore schoss Reus in den letzten sieben Ligaspielen, welche allesamt gewonnen wurden, und den BVB so noch auf Rang drei brachten, womit der VfL Wolfsburg auf den vierten Platz verdrängt und Eintracht Frankfurt auf einen Europa-League-Rang geschoben wurde. Auf dem Weg zum Sieg im DFB-Pokal assistierte Reus seinem Teamkollegen Sancho beim 1:0-Endstand gegen seinen alten Verein Mönchengladbach im Viertelfinale, im Endspiel, das mit einem 4:1 über Leipzig endete, folgten zwei weitere Torvorlagen. Im Anschluss an die Saison zog der Offensivspieler wieder in die kicker-Rangliste ein und wurde diesmal gemeinsam mit Bayerns Thomas Müller der internationalen Klasse zugeordnet. Seine Rückrundenleistungen führten zudem zu einer Nominierung für den deutschen Kader bei der EM 2021.
Im ersten Bundesliga-Spiel der Saison 2021/22 erzielte Reus beim 5:2-Heimsieg gegen Eintracht Frankfurt sein 100. Bundesliga-Tor für den BVB. Bis zur Winterpause fiel er aufgrund von Knieproblemen lediglich eine Partie aus, ansonsten war er in den restlichen 25 Spielen immer auf dem Feld und spielte somit teamintern am häufigsten. Bereits gegen Frankfurt war Reus an drei von fünf Toren direkt beteiligt und auch im weiteren Verlauf bewies er mit mehreren entscheidenden Toren oder Vorlagen seine Wichtigkeit für die Mannschaft. Der Offensivspieler wich, vor allem in der Champions League, in der er mit dem BVB als Gruppendritter ausschied und fortan in der Europa League weiterspielen musste, auch manches Mal auf die Flügelpositionen aus. Reus wurde nach Abschluss der Hinrunde als einem von fünf Bundesligaspielern, darunter auch sein Mannschaftskamerad Jude Bellingham, die internationale Klasse für offensive Mittelfeldspieler zugesprochen. Nach dem Jahreswechsel spielte Reus auch in der Bundesliga häufiger auf den Außenbahnen, war offensiv aber nach wie vor weitaus effektiver, wenn er auf seiner Stammposition eingesetzt wurde. Hierfür sprechen seine hierbei beigetragenen, direkten Torbeteiligungen, die sich zum Saisonende auf 25 summiert hatten, womit er ligaintern gemeinsam mit dem Leverkusener Moussa Diaby auf Platz 6 rangierte. Der Dortmunder Spielführer lieferte beispielsweise zwei eigene Tore sowie drei Assists, als man seinen ehemaligen Verein Mönchengladbach am 23. Spieltag mit 6:0 besiegte. Zwischen dem 29. und dem vorletzten Spieltag hatte Reus einen Lauf und bereitete sechs Treffer seiner Mannschaftskollegen vor. Letztendlich landete er mit dem BVB wie schon zwei Jahre zuvor auf dem zweiten Platz hinter dem FC Bayern. In den Play-offs der Europa League scheiterte Reus mit seiner Mannschaft an den Glasgow Rangers.

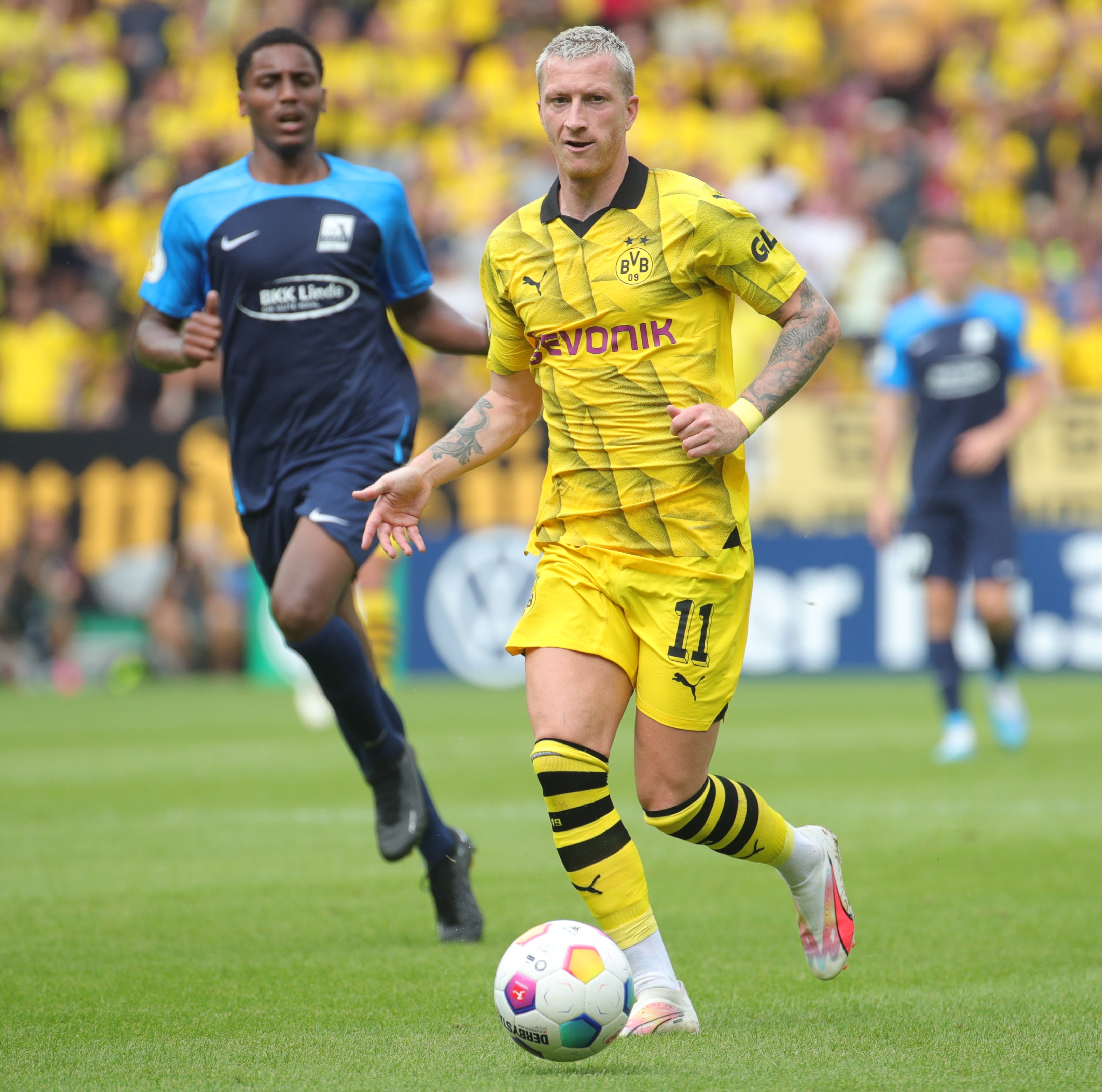
Reus beim DFB-Pokal-Erstrundenspiel 2023/24 gegen den TSV Schott Mainz

Am 3. März 2023 erzielte Reus beim 2:1-Sieg gegen RB Leipzig seinen 159. Pflichtspieltreffer für den BVB und stellte damit den von Michael Zorc gehaltenen Vereinsrekord seit Einführung der Bundesliga ein. Bis dahin hatte der Dortmunder Kapitän mehrere Partien in Folge einer Sprunggelenksverletzung verpasst, aber auch diverse Spiele mit entschieden. So sicherten seine 1:0-Siegtreffer gegen Bayer 04 Leverkusen und die TSG 1899 Hoffenheim dem BVB jeweils drei Punkte, im Rückspiel gegen Hoffenheim assistierte Reus hingegen Julian Brandt beim einzigen Tor des Spiels. Am 18. März 2023 wurde Reus durch zwei weitere Tore beim 6:1 gegen den 1. FC Köln alleiniger Rekordhalter. Er überholte Michael Zorc, der zuvor die Bestmarke von 159 Pflichtspieltoren für den BVB seit Gründung der Bundesliga gehalten hatte. Reus, der in Folge der häufigen gleichzeitigen Berücksichtigung Brandts sowie Karim Adeyemis im Verlauf der Rückrunde seinen Stammplatz verlor, verlängerte Ende April 2023 seinen auslaufenden Vertrag um ein weiteres Jahr. Am letzten Spieltag der Saison 2022/23 verfehlten Reus und der BVB den Meistertitel durch ein 2:2-Unentschieden gegen den 1. FSV Mainz 05, durch das der FC Bayern mit einem zeitgleichen 2:1-Sieg beim 1. FC Köln noch in der Tabelle an den Dortmundern vorbeizog. Vor dem finalen Spieltag hatte die Borussia zwei Zähler Vorsprung, jedoch ein weitaus schlechteres Torverhältnis.
Zur Saison 2023/24 trat Reus nach fünf Spielzeiten als Mannschaftskapitän von diesem Amt zurück, auf ihn folgte Emre Can. Reus blieb im Saisonverlauf verletzungsfrei, wurde aber nur in gut der Hälfte der Dortmunder Pflichtspiele von Beginn an eingesetzt. Hervorzuheben wären die Ligaspiele vom vierten bis zum siebten Spieltag, in denen der Offensivspieler je drei Tore erzielte und vorbereitete. Während Reus und der BVB im Verlauf der Rückserie aus dem Kampf um den Meistertitel ausschieden, zogen sie erstmals seit elf Jahren wieder in ein Champions-League-Finale ein. Zum Ende der Spielzeit kündigte Reus an, den Verein nach insgesamt 12 Jahren und Ablauf seines Vertrags zu verlassen. Am 18. Mai 2024 absolvierte Marco Reus, der die Mannschaft noch einmal als Kapitän aufs Feld führen durfte, beim 4:0-Sieg gegen Darmstadt 98 sein letztes Bundesligaspiel für den BVB und verwandelte einen direkten Freistoß zur zwischenzeitlichen 2:0-Führung. Sein letztes Pflichtspiel für die Dortmunder absolvierte er am 1. Juni 2024 nach seiner Einwechslung in der 72. Spielminute bei der 0:2-Niederlage gegen Real Madrid im Finale der Champions League.

### LA Galaxy (seit 2024)
Mitte August 2024 wechselte Reus mit einer Vertragslaufzeit bis Ende 2026 in die nordamerikanische Major League Soccer zur LA Galaxy. Er führte private Beweggründe für seinen Wechsel nach Kalifornien an, sportliche Ambitionen und finanzielle Aspekte traten dabei in den Hintergrund. So hatte er offenbar im Vorfeld ein deutlich lukrativeres Angebot eines Ligakonkurrenten ausgeschlagen.
Bei seinem Debüt gegen Atlanta United bereitete Reus nach seiner Einwechslung in der zweiten Spielhälfte den Führungstreffer vor und erzielte das Tor zum 2:0-Endstand. Im weiteren Verlauf der „Regular Season“ lief er weiterhin regelmäßig im offensiven Mittelfeld auf, verpasste allerdings verletzungsbedingt auch zwei Spiele. Mit LA Galaxy wurde Reus Tabellenzweiter der Western Conference hinter dem punktgleichen Stadtrivalen Los Angeles FC, der den direkten Vergleich für sich entscheiden konnte. Nach vier Siegen in der Meisterschaftsfinalrunde zogen Reus und sein Team ins Endspiel ein, das mit 2:1 gegen die New York Red Bulls gewonnen wurde. Hierbei wurde Reus in der Schlussviertelstunde der Partie eingewechselt und holte mit dem Gewinn des MLS-Cups den ersten Meistertitel seiner Profikarriere. In der Saison 2025 musste Reus mit LA Galaxy, das zu diesem Zeitpunkt siegloser Tabellenletzter der Eastern Conference war, Mitte Mai 2025 mit einem 0:7 gegen die New York Red Bulls die höchste Niederlage in der Geschichte des Franchise hinnehmen. Er wurde dabei in der 64. Spielminute beim Spielstand von 0:4 ausgewechselt. Eine Woche später erzielte der Offensivspieler beide Treffer für die LA Galaxy beim 2:2-Unentschieden gegen den Stadtrivalen Los Angeles FC, dem nach 14 Spieltagen erst vierten Punktgewinn der Saison, und wurde zum MLS Player of the Matchday gewählt. Am 20. Spieltag lief Reus beim 1:1-Unentschieden gegen die San José Earthquakes erstmals als Mannschaftskapitän seines tabellarisch nach wie vor abgeschlagenen Teams auf und erzielte in der 70. Spielminute mit seinem vierten Saisontor den Ausgleichstreffer.

## Nationalmannschaft
Reus wurde im August 2009 für zwei Freundschaftsspiele in die U21-Auswahl berufen.

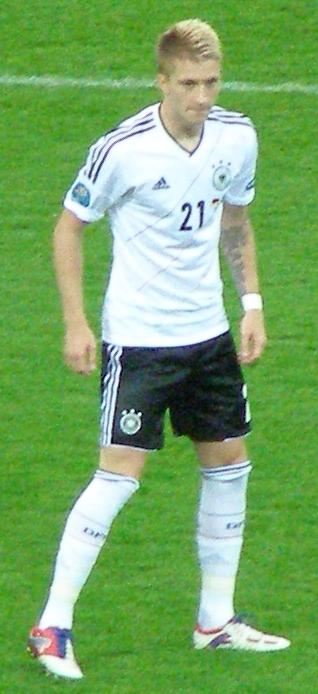
Marco Reus im EM-Viertelfinale 2012 gegen Griechenland

Bereits während seiner ersten Saison in Mönchengladbach wurde in der Öffentlichkeit über eine Einladung von Reus in die deutsche Nationalmannschaft oder sogar eine Nominierung in den Kader für die Fußball-Weltmeisterschaft 2010 diskutiert. Erstmals wurde er von Bundestrainer Joachim Löw als Perspektivspieler für das Vorbereitungsspiel zur WM 2010 gegen Malta auf dem Tivoli in Aachen berufen, musste jedoch verletzungsbedingt absagen. Ähnliches widerfuhr ihm in der Folge bei seiner zweiten Berufung zum Länderspiel am 11. August 2010 in Kopenhagen gegen Dänemark, im Vorfeld der Begegnung mit Uruguay am 29. Mai 2011 in Sinsheim und den beiden Qualifikationsspielen zur Europameisterschaft 2012 gegen Aserbaidschan und Österreich. Am 10. August 2011 saß er beim Freundschaftsspiel in Stuttgart gegen Brasilien erstmals auf der Ersatzbank, kam jedoch nicht zum Einsatz. Für die Spiele gegen Österreich und Polen Anfang September 2011 musste Reus wegen einer Schambeinreizung erneut passen. Am 7. Oktober 2011 gab er schließlich in der EM-Qualifikation in Istanbul gegen die Türkei sein Debüt in der DFB-Elf, als er kurz vor Abpfiff eingewechselt wurde. Gegen Belgien vier Tage später hatte er einen 20-minütigen Einsatz. Am 26. Mai 2012 erzielte er in der Vorbereitung auf die EM 2012 bei der 3:5-Niederlage gegen die Schweiz sein erstes Länderspieltor zum zwischenzeitlichen 3:4. Reus gehörte zum deutschen EM-Kader, kam in der Gruppenphase jedoch nicht zum Einsatz. Beim 4:2-Sieg im Viertelfinale gegen Griechenland stand er in der Startaufstellung. Mit dem zwischenzeitlichen 4:1 erzielte Reus in der Partie sein erstes Pflichtspieltor für die deutsche Nationalmannschaft, das später zum Tor des Monats Juni gewählt wurde. Anschließend musste er im Halbfinalspiel gegen Italien wieder Lukas Podolski weichen. Reus wurde zu Beginn der zweiten Halbzeit beim Stand von 0:2 eingewechselt. Die deutsche Mannschaft verlor schließlich mit 1:2.
Am ersten Spieltag der Qualifikation für die Weltmeisterschaft 2014 spielte Reus beim 3:0-Erfolg gegen Färöer von Beginn an. Am zweiten Spieltag erzielte er beim 2:1-Sieg gegen Österreich das Tor zum 1:0, wurde jedoch wegen einer Verletzung zur Halbzeit für Mario Götze ausgewechselt. Beim 6:1-Auswärtssieg gegen Irland am 12. Oktober 2012 in Dublin erzielte Reus beide Treffer zur zwischenzeitlichen 2:0-Führung. Am vierten Spieltag bereitete er zwei Tore beim 4:4 gegen die schwedische Auswahl vor. Am 8. Mai 2014 wurde Reus von Bundestrainer Joachim Löw in den vorläufigen Kader der Weltmeisterschaft 2014 berufen. Aufgrund seiner starken Saison mit dem BVB galt Reus im Vorfeld der Weltmeisterschaft als Hoffnungsträger der Nationalmannschaft. Im letzten Testspiel vor der WM gegen Armenien (6:1) erlitt er jedoch einen Teilriss der linken vorderen Syndesmose und einen knöchernen Bandausriss an der Fersenbein-Vorderseite und fiel für die WM aus, die Deutschland ohne ihn gewann. Für ihn wurde Shkodran Mustafi nachnominiert. Bei der Siegerehrung nach dem Endspiel gegen Argentinien zeigte Siegtorschütze Mario Götze das Trikot des verletzten Marco Reus als Zeichen seiner Verbundenheit.
Beim 2:1-Sieg im Qualifikationsspiel zur Europameisterschaft 2016 gegen Schottland am 7. September 2014 in Dortmund, dem ersten Pflichtspiel nach der Weltmeisterschaft, zog sich Reus erneut eine schwere Verletzung zu. Kurz vor Spielende erlitt er nach einem Zweikampf mit Charlie Mulgrew einen Außenbandteilriss im linken Sprunggelenk und eine Dehnung der Fußwurzelbänder. Nachdem ihm hierdurch eine Teilnahme an den EM-Qualifikationsspielen gegen Polen und Irland verwehrt geblieben war, verpasste er auch die folgenden zwei Länderspiele, das EM-Qualifikationsspiel gegen Gibraltar und das Freundschaftsspiel gegen Spanien, wegen einer am 9. November 2014 im Bundesligaspiel gegen Borussia Mönchengladbach erlittenen Bänder- und Sehnen-Zerrung und eines Knochenödems im linken Sprunggelenk. Nach dieser Verletzungsunterbrechung erzielte er beim 2:2 im Freundschaftsspiel gegen Australien am 25. März 2015 und vier Tage später beim 2:0-Sieg im EM-Qualifikationsspiel gegen Georgien jeweils das erste Tor. Im September 2015 musste er wegen einer angebrochenen Zehe die EM-Qualifikationsspiele gegen Polen und Schottland absagen. Reus gehörte zu der Mannschaft, die am 11. Oktober 2015 durch einen 2:1-Heimsieg gegen Georgien den Gruppensieg und die Teilnahme an der EM 2016 in Frankreich sicherte. Für das Turnier wurde Reus am 17. Mai 2016 in den vorläufigen Kader der Nationalmannschaft berufen, schaffte es allerdings verletzungsbedingt infolge einer Schambeinentzündung erneut nicht ins endgültige Aufgebot.

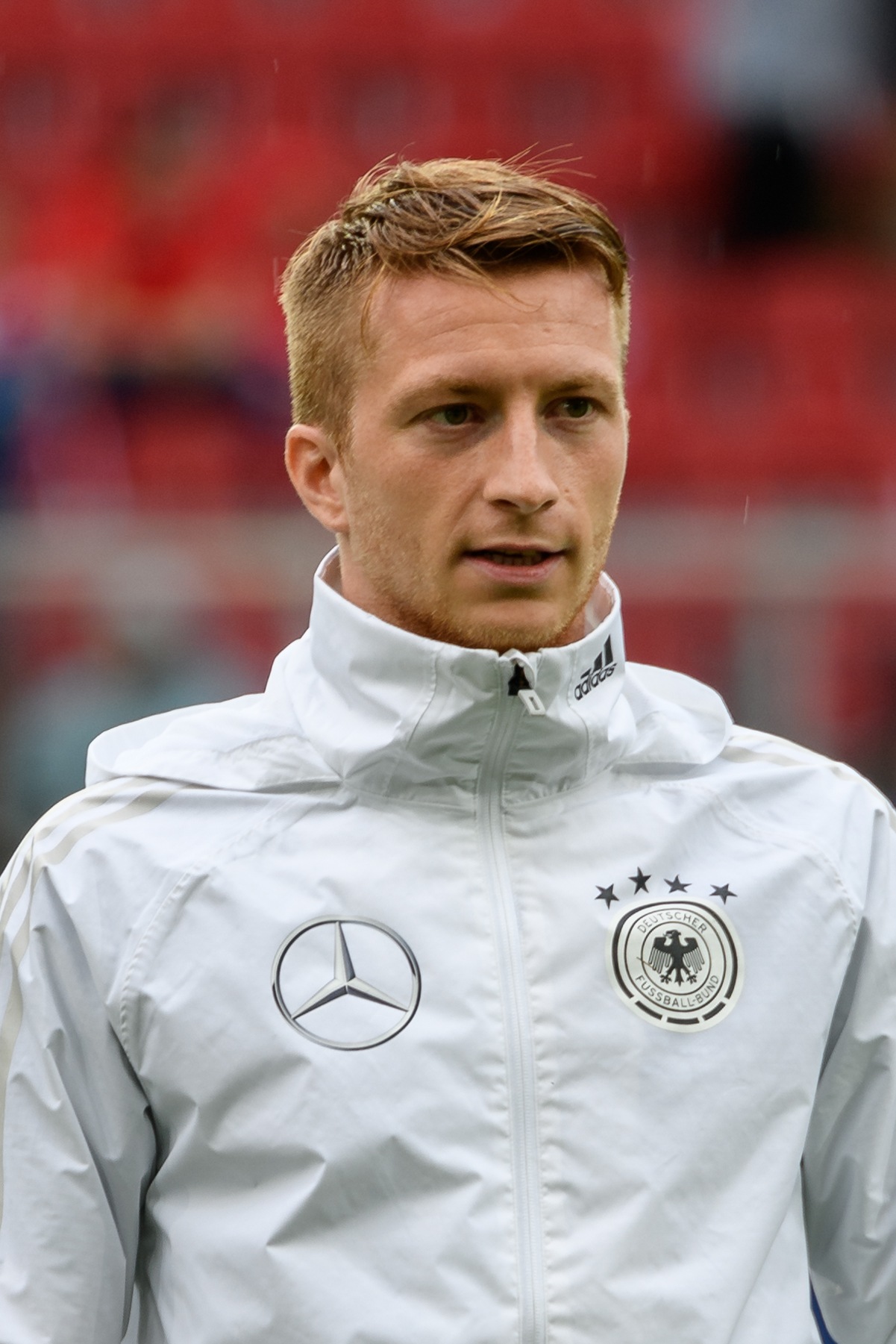
Reus vor einem Spiel gegen Österreich im Zuge der Vorbereitung auf die WM 2018

Nachdem er über zwei Jahre aufgrund von Verletzungen keine Berücksichtigung in der Nationalmannschaft gefunden hatte, berief ihn Bundestrainer Joachim Löw am 4. Juni in den Kader für die Weltmeisterschaft 2018. Zwei Tage zuvor hatte er bei der 1:2-Niederlage im Testspiel gegen Österreich sein Comeback gegeben, als er in der 67. Minute für Leroy Sané eingewechselt worden war. Beim letzten Testspiel vor der WM gegen Saudi-Arabien in der BayArena in Leverkusen traf Timo Werner in der 8. Minute nach Vorlage durch Marco Reus. Das Spiel endete mit einem 2:1 für Deutschland. Seinen ersten Einsatz bei einer Weltmeisterschaft hatte Reus am 17. Juni 2018 bei der 0:1-Auftaktniederlage gegen Mexiko im Luschniki-Stadion von Moskau, als er für Sami Khedira in der 61. Minute eingewechselt wurde. Beim 2:1-Sieg im zweiten Gruppenspiel gegen Schweden fünf Tage später in Sotschi gehörte Reus zur Startelf. Er erzielte in der 48. Minute durch Vorlage von Timo Werner den Ausgleichstreffer und bereitete das zweite Tor in der Nachspielzeit von Toni Kroos vor. Auch im letzten Gruppenspiel gegen Südkorea am 27. Juni in Kasan spielte Reus von Beginn an, doch durch die 0:2-Niederlage schied die deutsche Mannschaft im schlechtesten Abschneiden ihrer WM-Geschichte als Tabellenletzter der Gruppe F aus.
Nach dem enttäuschenden Abschneiden in der neu eingeführten UEFA Nations League, in der Reus in vier Spielen zweimal zum Einsatz kam, gehörte er in der Folge zu den Leistungsträgern in der Nationalmannschaft. In der Qualifikation zur EM 2020 bereitete er beim 3:2-Auswärtssieg gegen die Niederlande den Siegtreffer durch Nico Schulz vor, erzielte beim 2:0-Auswärtssieg gegen Belarus einen und beim 8:0-Heimsieg über Estland zwei Treffer. Da die EM-Endrunde aufgrund der COVID-19-Pandemie ins Jahr 2021 verschoben wurde, blieb Reus eine weitere Turnierteilnahme im Trikot der Nationalmannschaft zunächst verwehrt. Sowohl bei den Länderspielen im Herbst 2020 sowie im März 2021 war der Dortmunder nicht Teil des Aufgebots, da Löw unter anderem auf dessen Vereinskollegen Julian Brandt, auf Julian Draxler oder Debütanten wie Jamal Musiala und Florian Wirtz zurückgriff. Einer möglichen Berufung in den Europameisterschaftskader kam Reus Ende Mai 2021 mit der Bekanntgabe zuvor, seinem Körper „nach einer komplizierten, kräftezehrenden [...] Saison“ Erholung geben und nicht mit zur EM fahren zu wollen.
Sein Comeback im DFB-Trikot nach erneut knapp zwei Jahren Abstinenz gab Reus beim 2:0-Auswärtssieg gegen Liechtenstein am 2. September 2021 in der Qualifikation zur WM 2022. Es war zugleich die Premiere des neuen Bundestrainers Hansi Flick. Beim 6:0-Heimsieg gegen Armenien drei Tage später erzielte er den Treffer zum zwischenzeitlichen 3:0. Beim 4:0-Auswärtssieg gegen Island wiederum drei Tage später fehlte er verletzungsbedingt. Die Mannschaft qualifizierte sich unter der Mitwirkung von Reus durch Siege in den restlichen Spielen und mit insgesamt nur einer Niederlage als Gruppensieger und als erstes Team neben dem Gastgeber für die WM-Endrunde, für die Flick auf Reus verletzungsbedingt bei der Nominierung des Mannschaftskaders verzichtete. Der 9:0-Sieg im WM-Qualifikationsrückspiel gegen Liechtenstein am 11. November 2021 in Wolfsburg, bei dem Reus das zwischenzeitliche 4:0 erzielte, blieb somit sein letzter Einsatz für die Nationalmannschaft.

## Spielweise
Reus ist offensiv variabel einsetzbar. Seine Lieblingsposition als Spielmacher ist klassischerweise diejenige des „Zehners“. Aufgrund seiner Spielübersicht und Stärken in der Ballbeherrschung kann er sowohl hinter den Sturmspitzen aus dem Rückraum heraus als auch über die Flügel in Sprints und Dribblings für Gefahr vor dem gegnerischen Tor sorgen. Durch seine kräftesparende Spielweise ist er in der Lage, seine Schnelligkeit auch im letzten Spieldrittel noch abzurufen und ist somit oft verantwortlich für das Antreiben seiner Mitspieler und das Erzielen spielentscheidender Treffer.

## Verletzungshistorie
Reus hatte in seiner Profikarriere (Stand November 2023) insgesamt 54 Verletzungen oder krankheitsbedingte Ausfälle zu beklagen. Durch die entstandenen 1246 Tage Ausfallzeit verpasste er auf Vereinsebene 145 Spiele, für die er sonst hätte eingesetzt werden können.

## Erfolge und Auszeichnungen
Borussia Dortmund
- Deutscher Pokalsieger (2): 2017, 2021
- Deutscher Supercupsieger (2): 2013, 2019
- Champions-League-Finalist (2): 2013, 2024

Rot Weiss Ahlen
- Meister der Regionalliga Nord und Aufstieg in die 2. Bundesliga: 2008

LA Galaxy
- Meister der Major League Soccer: 2024

Persönlich
- Deutschlands Fußballer des Jahres (2): 2012, 2019
- VDV-Spieler der Saison (3): 2011/12, 2013/14, 2018/19
- DFB-Nationalspieler des Jahres: 2018
- kicker-Mittelfeldspieler des Jahres (2): 2012, 2014
- Wahl ins UEFA Team of the Year: 2013
- Wahl in die VDV-11 (3): 2011/12, 2013/14, 2018/19
- Top-Scorer der Bundesliga: 2013/14 (mit 30 Scorerpunkten)
- Top-Vorlagengeber der Bundesliga: 2013/14 (mit 14 Torvorlagen)
- Fußball-Felix (3): 2012, 2013, 2018
- Revierfußballer des Jahres: 2013
- BVB-Spieler des Jahres: 2014[96]
- Torschütze des Monats (3): Januar 2012,[97] Juni 2012,[78] September 2012[98]
- Einstufung als Weltklasse in der Rangliste des deutschen Fußballs (2): Sommer 2013, Sommer 2014
- Bundesliga-Spieler des Monats (3): September 2018[99], November 2018[100], Dezember 2018[101]
- 14-mal kicker-Spieler des Tages (höchster Wert eines deutschen Bundesligaspielers, vor ihm lagen nur Ribéry und Lewandowski)[102]
- Silberner Bravo Otto 2024 in der Kategorie „Social Engagement“[103]

## Karrierestatistik (Verein)
| Mannschaft               | Liga (Ebene)            | Saison          | Liga   | Liga | Nat. Pokal | Nat. Pokal | Europapokal | Europapokal | Andere1 | Andere1 | Gesamt | Gesamt |
| Mannschaft               | Liga (Ebene)            | Saison          | Spiele | Tore | Spiele     | Tore       | Spiele      | Tore        | Spiele  | Tore    | Spiele | Tore   |
| ------------------------ | ----------------------- | --------------- | ------ | ---- | ---------- | ---------- | ----------- | ----------- | ------- | ------- | ------ | ------ |
| Rot Weiss Ahlen II       | Oberliga Westfalen (IV) | 2006/07         | 5      | 2    | -          | -          | -           | -           | -       | -       | 5      | 2      |
| Rot Weiss Ahlen II       | Oberliga Westfalen (IV) | 2007/08         | 1      | 1    | -          | -          | -           | -           | -       | -       | 1      | 1      |
| Gesamt                   | Gesamt                  | Gesamt          | 6      | 3    | -          | -          | -           | -           | -       | -       | 6      | 3      |
| Rot Weiss Ahlen          | Regionalliga Nord (III) | 2007/08         | 16     | 1    | -          | -          | -           | -           | -       | -       | 16     | 1      |
| Rot Weiss Ahlen          | 2. Bundesliga (II)      | 2008/09         | 27     | 4    | 1          | 0          | -           | -           | -       | -       | 28     | 4      |
| Gesamt                   | Gesamt                  | Gesamt          | 43     | 5    | 1          | 0          | -           | -           | -       | -       | 44     | 5      |
| Borussia Mönchengladbach | Bundesliga (I)          | 2009/10         | 33     | 8    | 2          | 0          | -           | -           | -       | -       | 35     | 8      |
| Borussia Mönchengladbach | Bundesliga (I)          | 2010/11         | 32     | 10   | 3          | 1          | -           | -           | 2       | 1       | 37     | 12     |
| Borussia Mönchengladbach | Bundesliga (I)          | 2011/12         | 32     | 18   | 5          | 3          | -           | -           | -       | -       | 37     | 21     |
| Gesamt                   | Gesamt                  | Gesamt          | 97     | 36   | 10         | 4          | -           | -           | 2       | 1       | 109    | 41     |
| Borussia Dortmund        | Bundesliga (I)          | 2012/13         | 32     | 14   | 3          | 1          | 13          | 4           | 1       | 0       | 49     | 19     |
| Borussia Dortmund        | Bundesliga (I)          | 2013/14         | 30     | 16   | 4          | 0          | 9           | 5           | 1       | 2       | 44     | 23     |
| Borussia Dortmund        | Bundesliga (I)          | 2014/15         | 20     | 7    | 5          | 1          | 4           | 3           | -       | -       | 29     | 11     |
| Borussia Dortmund        | Bundesliga (I)          | 2015/16         | 26     | 12   | 4          | 2          | 10          | 5           | 3       | 4       | 43     | 23     |
| Borussia Dortmund        | Bundesliga (I)          | 2016/17         | 17     | 7    | 3          | 2          | 4           | 4           | -       | -       | 24     | 13     |
| Borussia Dortmund        | Bundesliga (I)          | 2017/18         | 11     | 7    | -          | -          | 4           | 0           | -       | -       | 15     | 7      |
| Borussia Dortmund        | Bundesliga (I)          | 2018/19         | 27     | 17   | 3          | 3          | 6           | 1           | -       | -       | 36     | 21     |
| Borussia Dortmund        | Bundesliga (I)          | 2019/20         | 19     | 11   | 2          | 1          | 4           | 0           | 1       | 0       | 26     | 12     |
| Borussia Dortmund        | Bundesliga (I)          | 2020/21         | 32     | 8    | 6          | 3          | 10          | 1           | 1       | 0       | 50     | 12     |
| Borussia Dortmund        | Bundesliga (I)          | 2021/22         | 29     | 9    | 3          | 0          | 8           | 3           | 1       | 1       | 41     | 13     |
| Borussia Dortmund        | Bundesliga (I)          | 2022/23         | 25     | 6    | 3          | 1          | 3           | 1           | 0       | 0       | 31     | 8      |
| Borussia Dortmund        | Bundesliga (I)          | 2023/24         | 26     | 6    | 3          | 1          | 13          | 2           | 0       | 0       | 42     | 9      |
| Gesamt                   | Gesamt                  | Gesamt          | 295    | 121  | 39         | 15         | 88          | 29          | 8       | 7       | 429    | 171    |
| LA Galaxy                | Major League Soccer (I) | 2024            | 11     | 1    | -          | -          | -           | -           | -       | -       | 11     | 1      |
| Gesamt                   | Gesamt                  | Gesamt          | 11     | 1    | -          | -          | -           | -           | -       | -       | 11     | 1      |
| Karriere Gesamt          | Karriere Gesamt         | Karriere Gesamt | 452    | 166  | 50         | 19         | 88          | 29          | 10      | 8       | 600    | 221    |

Stand: Saisonende 2024
Anmerkung
1 Abstiegs-Relegation, DFL-Supercup, UEFA-Europa-League-Qualifikation

## Sonstiges
Marco Reus ist Werbeträger für den Sportartikelhersteller Puma, den Spielzeughersteller Hot Wheels und den Unterhaltungselektronikhersteller Panasonic. Im Jahr 2016 wurde er weltweiter Coverstar des Computerspiels FIFA 17.
Bei einer Verkehrskontrolle mit seinem Aston Martin Vanquish im März 2014 war das Fehlen einer gültigen Fahrerlaubnis festgestellt worden. Das Strafverfahren ergab, dass Reus nie eine Fahrprüfung abgelegt und trotzdem jahrelang Autos im Straßenverkehr gefahren hatte. Reus akzeptierte im Dezember 2014 einen Strafbefehl des Amtsgerichts Dortmund wegen mehrfachen Fahrens ohne Fahrerlaubnis, durch den er zu einer Geldstrafe in Höhe von 90 Tagessätzen zu je 6.000 Euro bzw. insgesamt von 540.000 Euro verurteilt wurde.
Seit Ende 2015 ist er mit dem vier Jahre jüngeren Model Scarlett Gartmann aus Hagen liiert. Am 30. März 2019 wurden Reus und Gartmann Eltern einer Tochter. Ende Dezember desselben Jahres heiratete das Paar standesamtlich. Reus und Gartmann wurden im Januar 2024 Eltern eines weiteren Kindes.